# Мокша (река)
Мокша (рус. Мо́кша) је десна притока реке Оке која се налази у Русији. Дугачка је 656 km.